# 让-路易·蒂克西埃-维尼扬古
让-路易·蒂克西埃-维尼扬古（法語：Jean-Louis Tixier-Vignancour，1907年10月12日—1989年9月29日）是法国律师、极右翼政治家。他在1936年被选为国民议员。维希政权成立后，他与维希政权合作了一段时间，不过在1941年，他逃去了突尼斯。二战后，军事法庭宣布蒂克西埃因其在二战早期的活动，在十年内无资格担任公职。在此之后，他加入了民族主义组织青年民族，但是又在1954年因反对组织的暴力行为而退出。1956年，蒂克西埃再一次被选为国民议员，然而在第五共和国的首次议会选举中，他失去了议员席位。
蒂克西埃参与了1965年法国总统选举，并由让-玛丽·勒庞担当他的竞选活动的策划者，最终，他得到了5.2%的普选票。蒂克西埃曾在1948年为路易-费迪南·塞利纳辩护，也曾在1962年的秘密军事组织案中为拉乌尔·萨朗辩护。1973年，蒂克西埃策划了菲利普·贝当棺材失窃案，接着，在70年代后期，他成为了极右政党新力量党的发言人。蒂克西埃逝世于1989年9月29日，享年81岁。

## 生平

### 家庭与教育 (1907年–1935年)
让-路易·蒂克西埃于1907年10月12日出生在巴黎，他的父亲叫莱昂·蒂克西埃，是一名医生；母亲叫安德烈·维尼扬古。他的外公路易·维尼扬古曾是法国的议员。
蒂克西埃于1926年获法律学位，次年获巴黎上诉法院大律师资格。他曾是保皇运动法兰西运动青年派系Camelots du Roi的积极分子，还参加过1934年2月6日的反议会暴乱。

### 国民议会、二战与审判 (1936年–52年)
进入政界后，蒂克西埃在1936年5月的众议院选举中击败无党籍左派政治家乔治·穆泰，当选下比利牛斯省众议员。然而，由于被怀疑欺诈，他的当选被宣布无效。 蒂克西埃最终在1936年9月27日再次获选。法国议会曾派出一个小组，就与西班牙人民阵线作战一事向弗朗西斯科·佛朗哥祝贺，而蒂克西埃正是该小组的一员。1938年1月，蒂克西埃与让尼娜·奥里奥尔（一位律师兼上加龙省议员之女）结婚。
1940年7月10日，议会举办了关于宪法改革的投票，事实上是要将全部权力(法語：pleins pouvoirs)赋予菲利普·贝当，而蒂克西埃投出了赞成票。1940年10月6日，蒂克西埃为了“执行停战委员会的指示”，批准了对几部“煽动对德仇恨”的电影（比如大幻觉和英法协约）的封杀。蒂克西埃在维希法国担任的职位，是负责情报的副国务卿。他还是贝当的“宣传委员会”的主任。作为维希广播的负责人，他为通敌者马塞尔·戴亚提供了大量的广播时间。
1941年7月20日，蒂克西埃由于想要离开维希政权，被拘留在瓦尔莱班。他于12月成功逃出，并设法去到突尼斯。1942年11月初，盟军在火炬行动中侵入了德占马格里布，蒂克西埃随即被德国当局逮捕。1943年5月，盟军把轴心国势力驱赶出了北非，在这之后蒂克西埃才获释。获释后，蒂克西埃企图加入意大利的法国远征军，然而因为曾经有过通敌行为，他被法国国家解放委员会迅速逮捕，并在1945年12月4日被宣布十年内无资格担任公职。
1948年，法国小说家路易-费迪南·塞利纳因为发表过反犹太与支持占领的作品，被指控“通敌”，蒂克西埃为塞利纳辩护。他指出：自己的委托人的名字叫路易-费迪南·德图什，不叫什么塞利纳，也没发表过那些作品。因为法官找不出德图什和塞利纳（其实是德图什的笔名）之间的关系，所以在1951年4月26日，塞利纳获得赦免。在禁止担任公职的十年间，蒂克西埃加入了于1949年成立的极右派政党青年民族，又在1951年至1952年协助莫里斯·巴代什成立了西方的防御杂志社（这本杂志将在日后成为讨论右派思想，发表否认大屠杀的文章的重要地点）和新法西斯主义结社欧洲社会运动

### 大赦与阿尔及利亚战争 (1953年–1962年)
1953年，蒂克西埃获释，得以担任公职。因为反对青年民族所提倡的街头暴力行为，蒂克西埃退出了青年民族，并于1954年5月与巴代什一起，组成政党“法国民族集会”。
1956年1月，蒂克西埃再次在下比利牛斯省获选，成为国民议会中的非附属成员（法語：Non-Inscrit），直到1958年12月。这段时期中，他与布热德派结了盟。1958年5月，政变爆发，夏尔·戴高乐重掌大权。蒂克西埃拒绝给在人民公投出新宪法前临时赋予总统修改宪法的权力的法案投赞同票，他在议会里讽刺地说：“我从来没想过，在我的人生中会遇到两次让我把自己的权力授予他人的事件。我更没想过，那个因为我第一次将权力授予他人而惩罚我的人，现在正在让我第二次把权力授予出去，而且还是授予给他。”最终，法兰西第五共和国在1958年10月4日成立了，此前，新宪法在9月得到了82%的法国人的赞同。1958年11月30日，蒂克西埃在新政权的第一次众议院选举中，把自己的席位输给了一位激进党候选人。1958年年初，青年民族解散了。蒂克西埃试图重振这个被禁止的组织，就于1958年7月5日在组织的杂志上发表了几篇文章。
蒂克西埃与让-玛丽·勒庞一起，在1960年7月成立了法属阿尔及利亚民族阵线（法語：Front National pour l'Algérie Française），旨在反对阿尔及利亚在阿尔及利亚战争（1954年-1962年）中独立。1962年，蒂克西埃为亲殖民主义的准军事组织秘密军事组织的成立者及1961年阿尔及尔政变的策划者拉乌尔·萨朗辩护。其结果是，萨朗未被判处死刑，而是被判入狱，一般认为是蒂克西埃的辩护使得萨朗“免受绞刑”。这一事件提升了蒂克西埃在民族主义者中的地位。他还在1962年8月的小克拉马袭击案中为被指控暗杀夏尔·戴高乐未遂的让·巴斯蒂安-蒂里上校辩护，但巴斯蒂安上校最终还是被处以死刑。

### 总统竞选 (1963年–1965年)
1963年11月，蒂克西埃公开宣布参与1965年总统选举，称自己是“所有民族主义政党的战斗者”。
1964年7月17日，蒂克西埃创立了草根组织“蒂克西埃-维尼扬古委员会”（即T.V.委员会）来支持他竞选总统，并令让-玛丽·勒庞策划他的竞选活动。委员会在全法国建立起了80多个组织，与此同时，由罗歇·奥兰德尔领导并受到西方运动的支持的“青年委员会”（法語：Comité Jeunes）迅速吸引了数百名成员。T.V.委员会在巴黎举办的第一场会议中，有四千多名激进分子前来参加，这导致了西方运动与警察之间的暴力冲突。后来，因为勒庞与西方运动发起人皮埃尔·西多斯产生了分歧，T.V.委员会将盟友换成了多米尼克·韦内领导的欧洲行动组织。不过，欧洲行动组织最初并不看好蒂克西埃的参选。
蒂克西埃成功地把极右派内部存在的各种思想团结起来反对戴高乐主义：西方运动的年轻革命家与欧洲行动组织本就与蒂克西埃同盟，而“那些怀念维希法国的人、参加过法兰西运动的人、原教旨天主教徒、法属阿尔及利亚极端派、布热德派的残余、刚刚接受法西斯主义的人和自由主义右派”，也都站在了蒂克西埃一方。虽然时任总统夏尔·戴高乐立场保守，但是在这些极右派的眼里，戴高乐“不但丢掉了阿尔及利亚，而且毁灭了法兰西帝国，还削弱了军队，甚至贴近了共产主义世界”。在竞选活动的高峰期，勒庞和蒂克西埃甚至前往伦敦会见英国保守党成员，或许他们是希望以保守党为榜样，在法国创办一个保守民族主义的政党。
委员会参与了1965年3月的市镇选举，并在巴黎赢得了9.6%的选票。当年夏天，民调显示蒂克西埃将在总统选举中赢得19%的普选票。这些令人鼓舞的事情，使得蒂克西埃觉得，自己将会在第一轮投票中赢得25%的选票，然后在第二轮投票中胜选。于是，蒂克西埃在竞选期间前往西贡、波恩、罗马和伦敦旅行，像是他已经胜选了一样。他抛弃了自己的激进极右派言论，转而向温和右派靠拢。他的竞选团队把这时的他称为反抗极端分子夏尔·戴高乐的“民族及自由的反对派”。蒂克西埃甚至把二战时期的法国抵抗者让·穆兰的名号调用过来为他的竞选服务，全然不顾自己曾是维希政权的合作者的事实。虽然他这么做，是为了使自己的右派立场更加温和，但是评论员们还是把他描述为“法属阿尔及利亚、布热德派和维希精神的盟友”，他也仅仅得到了激进极右派媒体的（Rivarol、欧洲行动、法兰西外观和分钟）认可。
由于支持他的极右派组织之间缺少必要的政党结构，且逐渐变得分裂、敌对，蒂克西埃在1965年12月的总统选举中仅赢得了5.2%的选票，在第一轮投票中落选。第二轮投票中，他公开号召人民投票给社会党候选人弗朗索瓦·密特朗。勒庞发现，自己被立场多变的蒂克西埃多次欺骗——他最开始从激进极右派变成了温和右派，现在竟然支持起了密特朗。因此，勒庞愤而退出竞选。投给蒂克西埃的票主要集中在法国南部。当年埃维昂协定公投的时候，法国南部投出了最多的否定票，而且，1962年以后，大量从阿尔及利亚返回的黑脚定居在了法国南部。

### 晚年生活 (1966年–1989年)
六日战争期间，蒂克西埃参与了1967年在巴黎举行的亲以色列示威。1968年的五月风暴期间，他将终结全国混乱的希望寄托于再次获选的戴高乐总统身上。一年后的总统选举中，他支持了戴高乐主义候选人乔治·蓬皮杜，
1973年2月，蒂克西埃策划了菲利普·贝当棺材失窃案。又在1978年6月，加入了极右政党新力量党，并当上了该党的荣誉主席兼发言人。1979年，他代表新力量党参加了欧洲议会选举，却没有胜选，最终，他在1982年2月离开了新力量党。
1989年9月17日，蒂克西埃逝世于巴黎，享年81岁。他的葬礼举办在天主教传统主义团体圣庇护十世司铎兄弟会的据点圣尼各老堂。

## 观点
蒂克西埃是一位激进的反共主义者，他在1965年的竞选活动中支持北约军事，希望以保卫“人文与基督教的西方”不受“共产主义与它的木马戴高乐主义”侵害为目的，与美国达成核联盟。他认为法国应该减少对前殖民地的发展援助，并创造了一个口号：“科雷兹优先于赞比西”（法語："la Corrèze passe avant le Zambèze"）。他也强烈反对移民，称自己支持的是“法属阿尔及利亚”，不是“阿属法兰西”。他主张对阿尔及利亚移民实行“严厉的配额制”，以“避免大量饥饿的人口、不受欢迎的人和没有接受过任何技术或社会教育的残疾人侵入法国”。

## 私生活
蒂克西埃是让-玛丽·勒庞之女卡罗琳的教父。

### 传记
- Shield, James G. . Routledge. 2007  [2020-02-26]. ISBN 978-0415372008. （原始内容存档于2019-07-02）.

### 延伸阅读
- Croix, Alexandre. . Éditions du Vieux-Saint-Ouen. 1965. ASIN B003RHARUQ.
- Louis-Ferdinand Céline, Lettres à Tixier : 44 lettres inédites à Me Tixier-Vignancour, texte établi et présenté par Frédéric Monnier. Paris : la Flûte de Pan, 1985. 143 pages. ISBN 2-903267-23-5. (Letters to Tixier: 44 unpublished letters to Me Tixier-Vignancour)
- Tixier-Vignancour, J.-L., J’ai choisi la défense, Paris, La Table Ronde, 1964.